# Беларусь (Минская область)
Белару́сь (бел. Беларусь) — посёлок в Слуцком районе Минской области. Входит в состав Знаменского сельсовета.

## География
Деревня расположена к западу от Слуцка, между деревнями Середняки и Хлебный Клин. Восточнее деревни находится небольшой пруд.

## История
Раньше деревня называлась Белорусь. Переименована решением Минского облисполкома № 34 от 30 января 2004 года.

## Население
Деревня насчитывает 12 дворов и относится к категории сельских поселений с населением менее 100 человек.

## Транспорт
С ближайшими деревнями связана грунтовыми дорогами. В 5 километрах от деревни Беларусь находится платформа Середняки с регулярным пассажирским сообщением Слуцк — Барановичи. За платформой — центр сельсовета деревня Знамя, связанная регулярным автобусным сообщением с городом Слуцком и другими населёнными пунктами.